# Glabellula metatarsalis
Glabellula metatarsalis är en tvåvingeart som beskrevs av Axel Leonard Melander 1950. Glabellula metatarsalis ingår i släktet Glabellula och familjen svävflugor.
Artens utbredningsområde är Kalifornien. Inga underarter finns listade i Catalogue of Life.